# Muhamed Hazim Korkut
Muhamed Hazim-efendija Korkut (1824 Travnik, Osmanská říše – 1920 Travnik, Království Srbů, Chorvatů a Slovinců) byl bosenskohercegovský islámský duchovní bosňáckého původu.

## Životopis
Narodil se do rodiny islámského vzdělance a duchovního Derviš Muhamed-efendiji Korkuta (?–1877), který mezi lety 1830 a 1877 vykonával úřad travnického muftího. Muhamed-efendija, který přivedl na svět syny Muhameda Hazima a Ahmeda Muniba (1848?–1925?), se vzdělával v Istanbulu a po návratu do vlasti působil i jako šajch v halvetijské tekiji a mudarris, učitel, u Elči Ibrahim-pašově medrese. Korkutové přitom pocházeli z hercegovské obce Ortiješ, odkud se někteří členové rodiny přesunuli do nedaleké vsi Rabina.
Muhamed Hazim získal vzdělání od svého otce, po kterém následně zdědil i úřad travnického muftího. Tento post obnášel v letech 1877–1914, tedy za osmanské i nové rakousko-uherské správy. Za svůj smířlivý postoj k habsburské okupaci Bosny a Hercegoviny se těšil oblibě a úctě Zemské vlády v Sarajevu.
Muhamed Hazim přivedl na svět mimo jiné syna Muhameda Asim-efendiju, který se oženil s dcerou Sulejman-bega Krehiće z Travniku. Asim-efendija byl muderrisem, učitelem, v travnické medrese, stejné zaměstnaní pak měli i jeho synové Siradž-efendija a Derviš-efendija (1900?–1943, známý i jako Ibnul-Ajn).